# KDE Software Compilation 4
KDE SC 4 está basado en la cuarta versión de Qt, que, en principio, incrementa el rendimiento respecto a la versión anterior. La renovación de las bibliotecas y las herramientas de compilación también facilitan la adaptación a plataformas no basadas en X11, incluyendo Microsoft Windows y Mac OS X, ya que uno de los objetivos de KDE SC 4 es que pueda ser adaptado más fácilmente a diferentes sistemas operativos.

La primera revisión técnica de KDE 4 coincidió con la fecha del décimo cumpleaños del proyecto KDE. Gran parte del trabajo técnico se adelantó en el aKademy 2006 que se celebró en Dublín. Algunas de sus novedades se explican a continuación:
- Más rápido y con un uso más eficiente de la memoria, gracias a la sustancial mejora en velocidad y eficiencia de Qt 4 y la mejora interna de las propias bibliotecas de KDE.
- Unas guías de estilo y HIG reescritas.
- Un nuevo tema de iconos y estilos visuales, desarrollados por el Proyecto Oxygen, que hará extensivo el uso de los SVG.
- Un escritorio y paneles completamente nuevos, colectivamente llamados Plasma que integrarán los actuales Kicker, KDesktop, y SuperKaramba.
- Una interfaz simplificada para el navegador Konqueror, que ya no será el administrador de archivos por defecto en favor de Dolphin.
- Un sistema estándar para escribir «scripts» basado en ECMAScript (JavaScript) o en Kross, una solución independiente del lenguaje desarrollado y utilizado en la suite KOffice. Actualmente permite usar Python y Ruby, pero nuevos lenguajes se incluirán pronto.
- Una nueva interfaz multimedia llamada Phonon, haciendo a KDE independiente de un sistema multimedia específico.
- Una nueva API para redes y dispositivos portátiles, llamado Solid.
- Un nuevo sistema de comunicación llamado Decibel.
- Un nuevo sistema de búsqueda y metadatos, probablemente se denomine Tenor. Podría incorporar Strigi como servicio para indexar archivos, y Nepomuk para su integración en KDE.
- Facilitar la portabilidad de las bibliotecas necesarias para que las aplicaciones KDE puedan portarse y ejecutarse fácilmente en Windows y Mac OS X.
- Un nuevo corrector ortográfico llamado Sonnet, con detección automática del idioma. Sustituirá a kspell para marcar los errores ortográficos que se comentan en cualquier aplicación de KDE. Una de las ventajas sobre kspell, es junto con un diseño más sencillo de mantener, la habilidad de detectar y corregir los errores en textos con varios idiomas diferentes mezclados dentro del texto.
- ThreadWeaver como software para aprovechar la potencia de las CPU de varios núcleos y hacer más sencillo paralelizar los procesos.
- WebKit como motor HTML opcional para Konqueror.

Durante el Verano de Código de Google, una caché de iconos fue implementada para optimizar la velocidad de inicio de las aplicaciones, especialmente diseñada para KDE 4. Los resultados fueron variados, pues una aplicación que usaba cientos de íconos como Kfinder, comenzó en al menos la cuarta parte del tiempo que le tomaba anteriormente. Mientras que otras aplicaciones y la sesión completa de KDE lograron iniciar un segundo más rápido lo cual es importante teniendo en cuenta que las nuevas versiones de software generalmente son más pesadas que sus antecesoras.